# Granasztói Pál
Granasztói Pál (eredeti neve 1946-ig Rihmer Pál; Budapest, 1908. augusztus 29. – Budapest, 1985. július 3.) Ybl Miklós-díjas (1969) magyar építészmérnök, író, a műszaki tudományok doktora (1967).

## Életpályája
A Budapesti Műszaki Egyetemen szerzett oklevelet 1933-ban. 1934–1945 között a Fővárosi Városrendezési Ügyosztályon a városépítés területén fejtett ki tervezési, igazgatási és tudományos tevékenységet. 1945–48-ban a Fővárosi Közmunkák Tanácsának tagja. 1948–53-ban és 1957–58-ban az építésügyi és városfejlesztési miniszter vezető munkatársa, 1953–1956 és 1958–1969 között a Budapesti Városépítési Tervező Intézet tudományos kutatója. 1947–1956 között tagja volt a Modern Építészet Nemzetközi Kongresszusának (CIAM). Városesztétikai, városépítési és városrendezési témakörben számos könyve jelent meg. Munkásságát a főváros Pro Arte Aranyéremmel (1966), és a Magyar Urbanisztikai Társaság Hild János-emlékérmével ismerték el.

## Főbb művei
- Városok a múltban és jövőben (1942)
- Európai építészet (1947)
- Budapest holnap (Polónyi Károllyal közösen) (1959)
- Vác (Dercsényi Dezsővel közösen) (1960)
- Az építészet igézetében (1966)
- Budapest egy építész szemével (Czeizing Lajos fotóival) (1971)
- Ember és látvány városépítészetünkben (1972)
- Az idő és a művek (1974)
- Városaink sorsa (1976)
- Szép magyar városok (Czeizing Lajos fotóival) (1978)
- Budapest arculatai (1980)
- Városépítészet, városépítés, társadalom (1982)

### Szépirodalmi alkotásai
- Vallomás és búcsú (1961)
- Liane (1962)
- Múló világom (1970)
- Itthon éltem (1971)
- Ifjúkor a Belvárosban (1973)
- Alakok, álmok (1973)
- Városok, képek, zene (1976)
- Karácsony Mallorcán (1978)
- Hitek és tanok (1979)
- Egy patrióta élete. Magyarországon, a XX. században; sajtó alá rend., szerk., jegyz. Granasztói Olga; Magvető, Bp., 2021 (Tények és tanúk)